# Passage de Ménilmontant
Le passage de Ménilmontant est une voie du 11e arrondissement de Paris, en France.

## Situation et accès
Le passage de Ménilmontant est situé dans le 11e arrondissement de Paris. Il débute au 4, avenue Jean-Aicard et se termine au 113, boulevard de Ménilmontant.

## Origine du nom
Il tient son nom de l'ancien village de Ménilmontant en raison de sa proximité avec le boulevard éponyme.

## Historique
Ouvert en 1843 sous sa dénomination actuelle, une partie du passage de Ménilmontant, comprise entre la partie restante dudit passage et la rue Oberkampf, a été absorbée par l'avenue Jean-Aicard en 1946.